# Oratorio della Madonna delle Grazie (Santa Maria a Monte)
L'oratorio della Madonna delle Grazie si trova a Santa Maria a Monte.

## Storia e descrizione
Il popolo di Santa Maria a Monte, scampato ad una pestilenza, dedicò il piccolo oratorio, edificato nel 1498, alla Madonna delle Grazie e in seguito anche a San Rocco.
All'interno si trova un affresco lacunoso raffigurante la Madonna col Bambino e due santi.

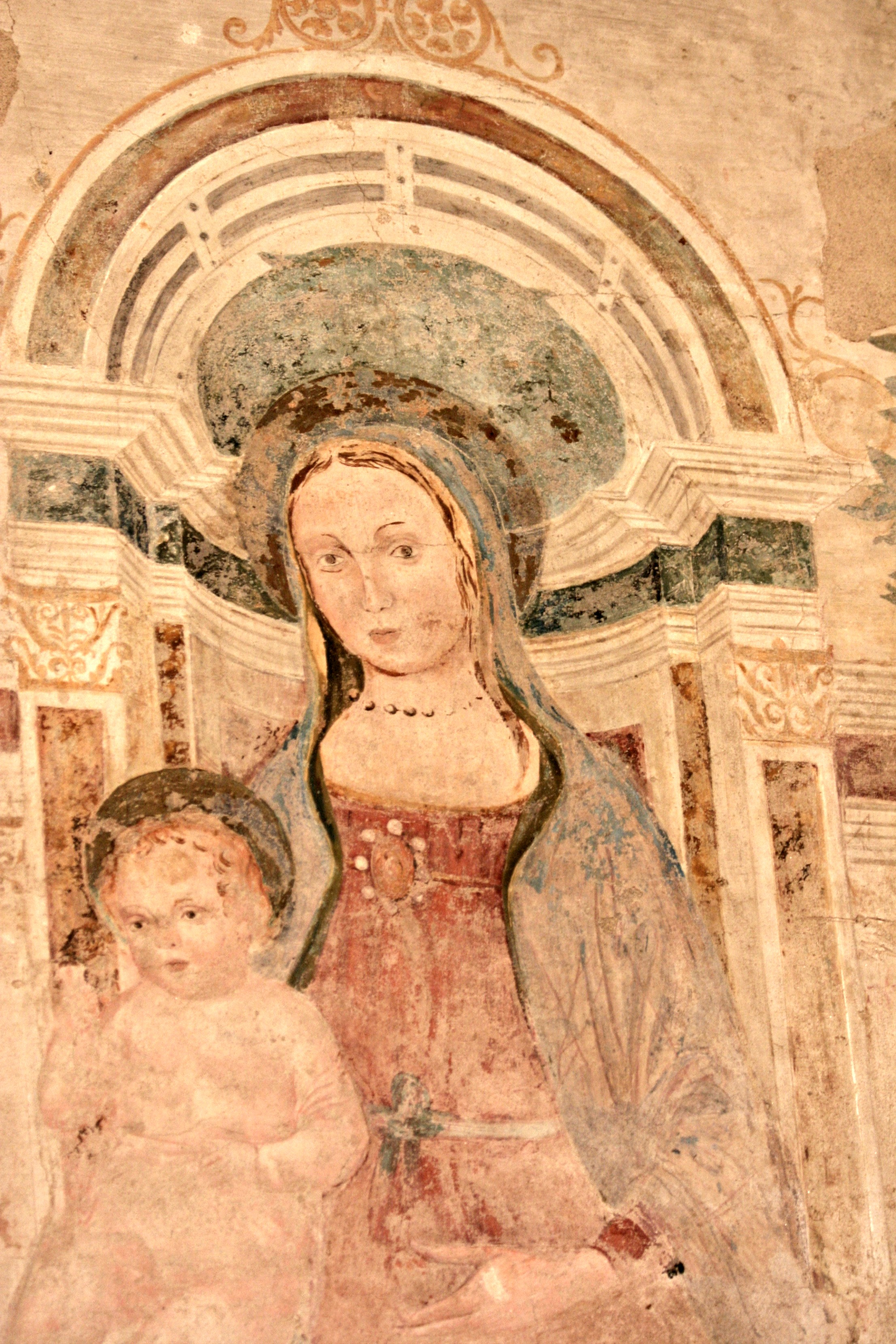
Madonna col Bambino